# 比利伊夫卡
49°35′36″N 29°47′33″E / 49.59333°N 29.79250°E
比利伊夫卡（烏克蘭語：Біліївка）是位於烏克蘭北部的村莊，由基辅州白采爾克瓦區的沃洛達爾卡市鎮負責管轄。該村面積1.79平方公里，海拔高度206米，2001年人口307，人口密度每平方公里171.6人。